# Rudolf Raftl
Rudolf Raftl (Bécs, 1911. február 7. – 1994. szeptember 5.) osztrák és német válogatott osztrák labdarúgó, kapus, edző.

## Pályafutása

### Klubcsapatban
1928–29-ben a Hertha Wien labdarúgója volt. 1930 és 1945 között a Rapid Wien együttesében szerepelt, ahol négy osztrák bajnoki címet szerzett.  Az Anschluss után csapata a német bajnokságban is szerepelt. 1938-ban német kupa-győztes, 1940–41-ben német bajnok lett a Rapiddal. A második világháború után, 1946 és 1948 között a First Vienna kapusa volt és itt vonult vissza az aktív labdarúgástól.

### A válogatottban
1933 és 1937 között hat alkalommal szerepelt az osztrák válogatottban és tagja volt az 1934-es olaszországi világbajnokságon negyedik helyezett csapatnak. Az Anschluss után 1938 és 1940 között hat alkalommal védett a német válogatottban. Részt vett az 1938-as franciaországi világbajnokságon.

## Sikerei, díjai
Ausztria
- Világbajnokság
  - 4.: 1934, Olaszország

  Rapid Wien
- Osztrák bajnokság
  - bajnok: 1934–35, 1937–38, 1939–40, 1940–41
- Német bajnokság
  - bajnok: 1940–41
- Német kupa (Tschammerpokal)
  - győztes: 1938